# Phytomyza ilicis
Phytomyza ilicis (лат.) — вид двукрылых из семейства минирующих мух.

## Описание
Длина крыльев 2,8-3,7 мм. Голова сероватая, усики в основном тёмно-коричневые или чёрные. Фронто-орбитальных щетинок четыре, передняя щетинка меньше остальных. Грудь тёмно-коричневая с иногда желтоватыми нотоплеврами. На среднеспинке имеется 4 пары дорсоцентральных щетинок и 6 разбросанных рядов акростихальных щетинок. Основание костальной жилки (базикоста) белая с коричневым пятном. Ноги коричневые с жёлтыми коленями и более светлыми голенями и лапками. Гипофаллус эдеагуса самца с узким L-образным склеритом.

## Биология

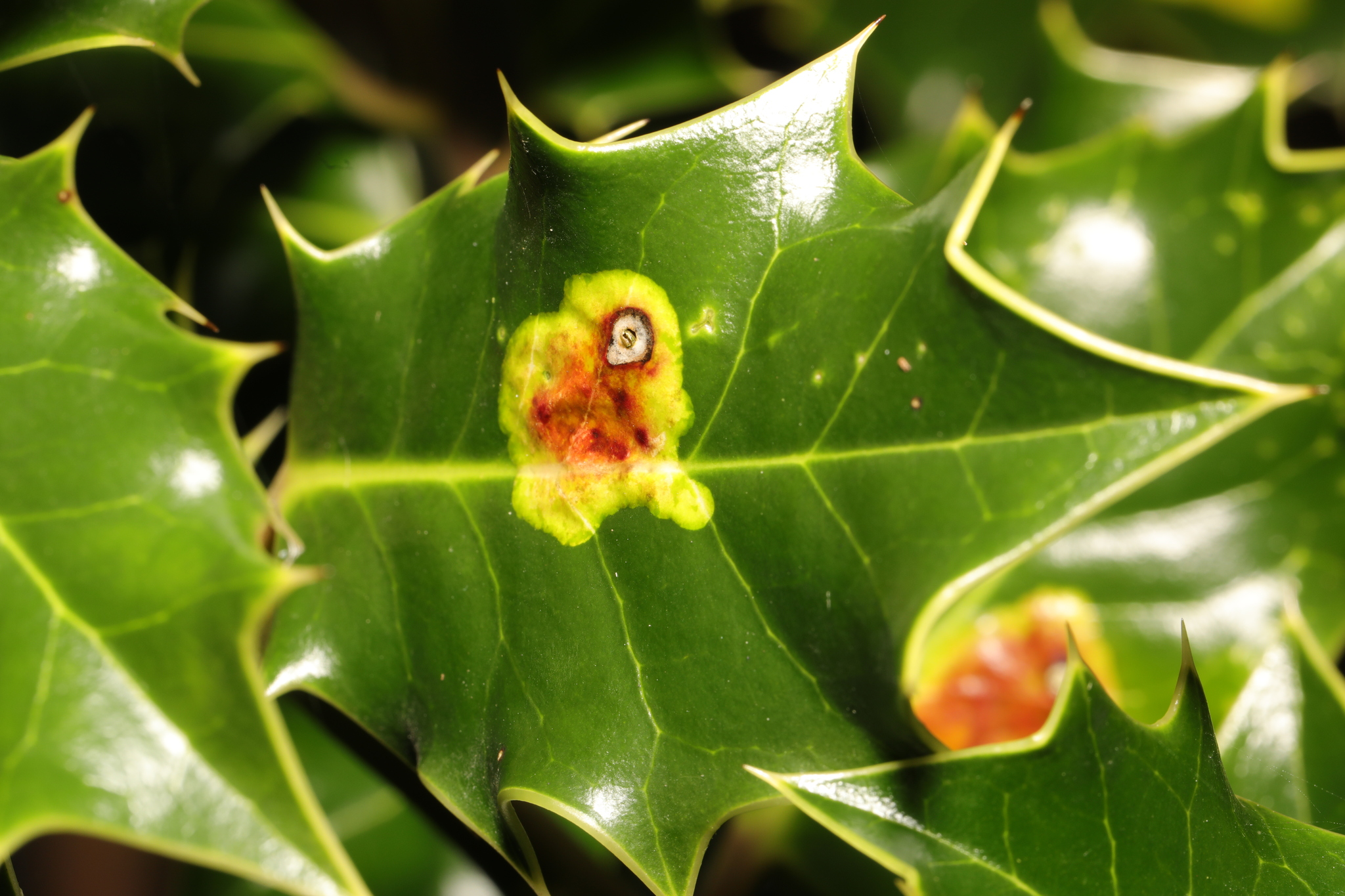
Мины Phytomyza ilicis

Этот вид развивается только на падубе остролистном (Ilex aquifolium). Личинки образует мины неправильной округлой формы, обычно расположенные около средней жилки листа. Мины хорошо заметны на верхней поверхности листа. Они часто имеют белый или желтоватый цвет с красными или фиолетовыми пятнами. Обычно на листе находится всего одна или несколько мин. Самки откладывают яйца в среднюю жилку или черешок листа. После вылупления личинка питается вдоль средней жилки листа и после первой линьки начинает формировать пятно в центре листа. Окукливание происходит внутри листа, при этом передние дыхальца выходят на поверхность мины. Вылет мух происходит в конце апреля. В год развивается одно поколение.

## Распространение
Вид имеет европейское происхождение, встречается в Бельгии, Дании, Франции, Германии, Ирландии, Италии, Нидерландах, Норвегии, Швеции, Швейцарии и Великобритании. Он был, вероятно, неоднократно завезен на запад Северной Америки. Отмечен в штатах Орегон и Вашингтон (США) и провинции Британская Колумбия (Канада).